# Batalha de Svolder
A Batalha de Svolder (em norueguês:  Slaget ved Svolder; em dinamarquês:  Slaget ved Svold; em sueco:  Slaget vid Svolder; em nórdico antigo Svǫlðr, Svöldr, Svöld) foi travada em setembro de 999 ou 1000 em lugar incerto - talvez no estreito de Öresund ou talvez perto da ilha de Rügen no oeste do Báltico - entre o rei Olavo I da Noruega e uma aliança de seus inimigos, com Sueno I, Olavo da Suécia e o conde norueguês Érico. O contexto da batalha é a unificação da Noruega em um único Estado, antigos esforços dinamarqueses de obter controle do país e a disseminação do Cristianismo na Escandinávia.
Rei Olavo estava navegando para casa após uma expedição à Vendlândia (Pomerânia), quando sofreu uma emboscada por uma aliança de Sueno, Olavo e Érico. Olavo possuía somente onze embarcações de guerra na batalha contra uma frota de pelo menos setenta. Seus navios foram abatidos um por um, sendo o último a Longa Serpente, a qual Érico capturou enquanto Olavo se jogava no mar. Após a batalha, a Noruega foi dominada pelos condes de Lade como um feudo da Dinamarca e da Suécia.
As fontes mais detalhadas sobre a batalha, as sagas dos reis, foram escritas aproximadamente dois séculos após terem acontecido. Não-confiáveis historicamente, oferecem um relato literário estendido descrevendo a batalha e os eventos que levaram a ela em vívidos detalhes. As sagas relacionam as causas da batalha como a má-sucedida proposta de casamento de Olavo para Sigride, a Orgulhosa e seu problemático casamento com Tira, irmã de Sueno Barba-Bifurcada. Quando a batalha começa, Olavo é apresentado subestimando as frotas dinamarquesas e suecas com insultos étnicos e bravatas, enquanto admitindo que Érico e seus homens são perigosos porque "eles são noruegueses como nós". O episódio mais conhecido na batalha é a quebra do arco de Einar Agitador do Arco, o que proclama a derrota de Olavo.
Nos séculos posteriores, as descrições de batalha das sagas, especialmente aquela no Círculo do Mundo de Snorri Sturluson, inspiraram várias baladas e outros trabalhos de literatura.

## Contexto
Na mais antiga história em registro, a Noruega estava dividida em diversos reinos, pequenos e por vezes em guerra, com fraca autoridade central. Na historiografia tradicional, a ascensão de Haroldo Cabelo Belo no século IX iniciou o processo de unificação do país e a consolidação do poder real.[a] Os descendentes de Cabelo Belo, e outros reivindicadores do trono, tiveram que competir com fortes líderes regionais, como os condes de Lade no norte e os reis de Vingulmarca no leste, enquanto os reis da Dinamarca reivindicavam regiões no sul e estavam ávidos para adquirir os vassalos noruegueses para aumentar sua influência. A disseminação do Cristianismo também tornou-se um assunto político cada vez mais importante no final do século X.

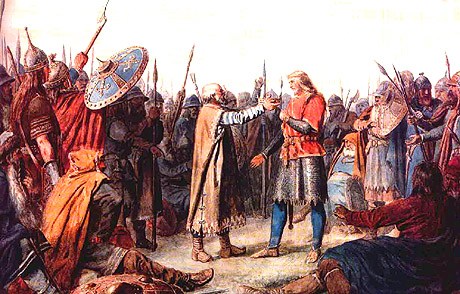
Aclamado como rei em 995, Olavo rapidamente procurou converter a Noruega ao Cristianismo, usando todos os meios à sua disposição

Na década de 970, Haquino Sigurdsson, conde de Lade, se tornou o homem mais poderoso da Noruega, no começo, apoiado por Haroldo Dente-Azul da Dinamarca e pagando tributos a ele — apesar dos dois mais tarde brigarem devido a questões religiosas. Haroldo havia se convertido ao Cristianismo e estava ansioso por cristianizar a Noruega, enquanto Haquino permaneceu um sólido pagão. Em 995, Haquino foi deposto e o jovem líder cristão Olavo Tryggvason subiu ao trono.
Enquanto rejeitando a autoridade dinamarquesa, Olavo fez de sua missão converter a Noruega e as colônias nórdicas no oeste o mais rápido e completamente possível. A partir de ameaças, torturas e execuções, Olavo quebrou a resistência pagã e dentro de poucos anos a Noruega era, pelo menos nominalmente, um país cristão. Porém, o Rei fez muitos inimigos durante sua meteórica ascensão ao poder. Os mais proeminentes eram conde Érico, filho do conde Haquino, e Sueno Barba-Bifurcada, rei da Dinamarca, ambos sentindo que Olavo os havia desprovido de suas partes da Noruega.
Os mesmos interesses que entraram em conflito na Batalha de Svolder dividiriam a Noruega por décadas a seguir, levando a outros grandes engajamentos, incluindo a Batalha de Nesjar e a Batalha de Stiklestad. A resolução veio em 1035 com a ascensão do norueguês Magno, o Bom ao trono de uma Noruega independente e cristã.

## Fontes

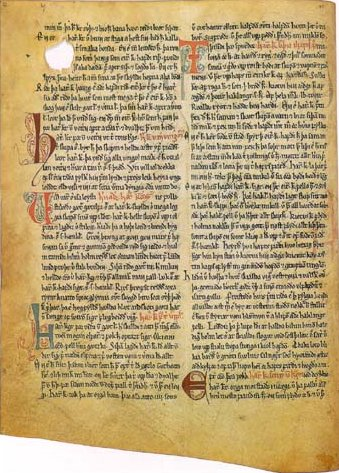
Ainda que a batalha seja descrita em diversas fontes medievais, a narrativa em Círculo do Mundo de Snorri Sturluson é o relato mais conhecido e aquele que mais influenciou trabalhos históricos e literários modernos

## Antecedentes à batalha

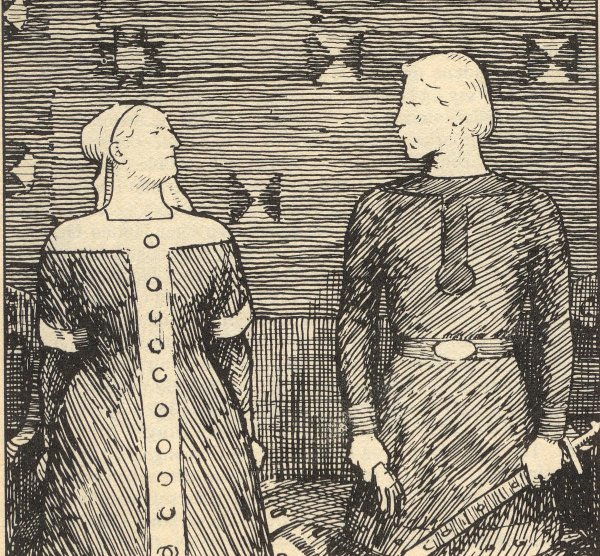
Olavo Tryggvason pede Sigride, a Orgulhosa em casamento, sob a condição de que ela converta para o Cristianismo. Quando Sigride rejeita isto, Olavo a ataca com uma luva. Ela avisa que isso pode levá-lo a morte.

Nada pode ser agregado a partir dos poemas de escaldos contemporâneos sobre as causas da batalha. Adão de Brema comenta que a esposa dinamarquesa de Olavo Tryggvason, Tiria, o instigou a fazer guerra contra a Dinamarca. Quando Olavo soube que Sueno Barba-Bifurcada e Olavo, o Tesoureiro haviam formado uma aliança, ficou enfurecido e decidiu que a hora havia chegado para um ataque. Ágrip e História da Noruega possuem um relato similar. Tiria era a irmã de Sueno Barba-Bifurcada, e quando Olavo Tryggvason se casou com ela, Sueno se recusou a pagar seu dote prometido. Enfurecido, Olavo lançou uma expedição para atacar a Dinamarca, foi muito impaciente para esperar por uma frota de toda a Noruega ser reunida e iniciou a viagem para o sul somente com onze navios, esperando que o restante o seguisse. Quando essa esperança não se tornou realidade, saiu em viagem para Vendlândia (Pomerânia) a fim de procurar aliados. No caminho foi emboscado por Sueno e seus seguidores. Estes relatos são contraditos por um verso contemporâneo de Haldor, o Não-Cristão, que afirma que Olavo Tryggvason estava navegando do sul quando ele entrou em batalha.

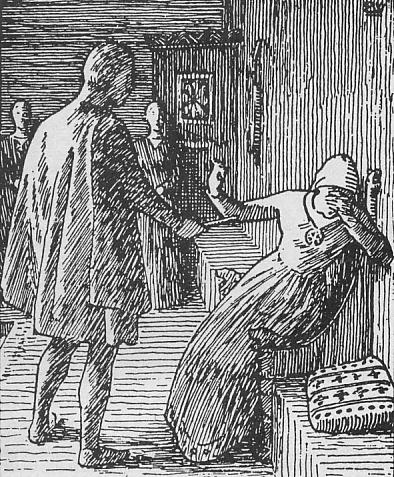
Olavo oferece a Rainha Tiria um caule de angelica. Ela chora e o repreende por não enfrentar Sueno Barba-Bifurcada e recuperar seu dote.

Oddr Snorrason possui um relato elaborado dos problemas que surgiram dos casamentos de Tiria. Conta que ela estava noiva e casou-se com um rei sorábio, Boleslau, o Bravo, que recebeu um grande dote; mas ela não queria ser a esposa dele e deixou de comer após sua cerimônia de casamento. Então, Boleslau a mandou de volta à Dinamarca. Pouco depois, Tiria arranjou para se casar com Olavo Tryggvason, para o desgosto de seu irmão Sueno. A rainha de Sueno, Sigride, a Orgulhosa, uma sólida oponente de Olavo, instigou Sueno a iniciar uma guerra contra ele. Sueno então conspirou com conde Sigualdo e Rei Olavo da Suécia para atrair Olavo Tryggvason a uma emboscada. Olavo viajou à Vendlândia para coletar o dote de Tiria do Rei Boleslau e enquanto lá, ouviu rumores de uma armadilha planejada; mas Sigualdo chegou para dizer a ele que estes boatos eram falsos. Acreditando em Sigualdo, Olavo mandou a maior parte de sua frota para casa, uma vez que seus homens estavam impacientes. Ele, portanto, possuía somente uma pequena frota restante quando foi emboscado próximo a Svolder.
Fagrskinna e Círculo do Mundo seguem em grande parte o relato de Oddr, mas o simplificam e divergem dele em alguns aspectos. Segundo Círculo do Mundo, Sigualdo navegou de Vendlândia com Olavo e uma frota de navios sorábios e o levou até a emboscada.
Sendo os detalhes acima exatos ou não, está claro que Sueno, Olavo da Suécia e Érico possuíam amplas razões para se oporem a Tryggvason. Olavo havia tomado controle de Vica no sul da Noruega, uma área havia muito sob soberania dinamarquesa. Olavo e Sueno estiveram na Inglaterra juntos, mas Olavo havia feito paz enquanto Sueno continuava em campanha. Sueno estava em termos amigáveis com Olavo da Suécia e foi ligado a ele por casamento, tornando os dois aliados naturais.[d] Finalmente, conde Érico havia sido desprovido de seu patrimônio por Olavo Tryggvason, como discutivelmente havia sido seu pai, conde Haquino, o qual ele pode ter desejado vingar.
A partir dos relatos conflitantes das fontes, historiadores tentaram reconstruir a sequência mais provável de eventos antecedentes à batalha. É provável que Olavo Tryggvason estivesse de fato navegando de Vendlândia à Noruega quando foi emboscado, apesar de as sagas dos reis possivelmente exagerarem a importância de Tiria e seus casamentos. Enquanto é possível que Olavo tivesse ido coletar o dote, parece ser mais provável que estivesse esperando a guerra e buscando aliados em Vendlândia, apesar do pouco êxito. O personagem de Sigualdo permanece enigmático, apesar de haver evidência da poesia de escaldo que ele de fato traiu Olavo.

## Época e localização

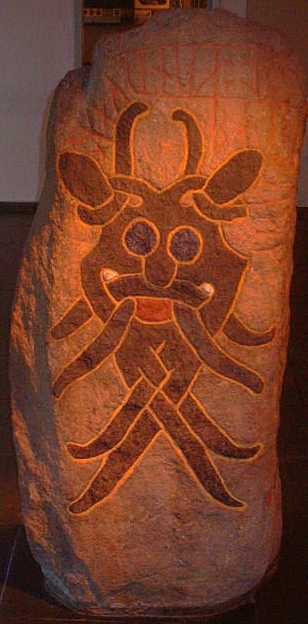
A runa de Aarhus, DR 66, da Era Viquingue homenageia um homem que "encontrou a morte quando reis lutaram". O referido evento pode ser a Batalha de Svolder

Todas as fontes que datam a batalha concordam que esta aconteceu no ano 1000. A fonte mais antiga até esta data é o meticuloso Livro dos Islandeses, escrita por volta de 1128, a qual especifica que aconteceu no verão boreal. Oddr Snorrason disse que a batalha é "lembrada pelos homens mortos no terceiro ou quarto idos de setembro", (10 ou 11 de setembro). Mesta afirma que a batalha ocorreu em 9 de setembro, e outras fontes concordam com as duas datas. Visto que alguns escritores medievais calculavam o fim do ano em setembro, é possível que o ano referido seja, na verdade, o de 999.
A localização da batalha não pode ser identificada com alguma certeza. Segundo Adão de Brema, aconteceu em estreito de Ore. Ágrip e História da Noruega também a colocam fora de Zelândia. Teodorico afirma que ocorreu "ao lado da ilha, chamada de Svöldr; e ela se localiza perto da Eslávia". Fagrskinna fala de "uma ilha perto da costa de Vindlândia [...] esta ilha se chama Svölðr." Oddr Snorrason e Círculo do Mundo concordam quanto ao nome da ilha, mas não especificam sua localização. Uma estrofe de Skúli Þórsteinsson fala sobre "a boca de Svolder", sugerindo que Svolder fosse originalmente o nome de um rio que os nórdicos, não-familiares com a geografia sorábia, transformaram em uma ilha. A fonte dinamarquesa Annales Ryenses é única ao estabelecer a batalha no Schlei. Historiadores modernos estão divididos, alguns apontando o confrontamento como próximo da ilha alemã de Rúgia, enquanto outros preferem o estreito de Ore.

## Composição das frotas
As fontes nórdicas concordam que Olavo Tryggvason lutou contra vantagens desproporcionais na batalha. Fagrskinna, por exemplo, diz que ele possuía "somente uma pequena força", e que o mar ao redor dele estava "atapetado de navios de guerra" As fontes que especificam o número de navios de guerra concordam que Olavo Tryggvason detinha onze navios, mas eles atribuem diversos números para as frotas aliadas.
| Fonte               | Olavo Tryggvason | Olavo da Suécia | Érico | Sueno | Total aliado |
| ------------------- | ---------------- | --------------- | ----- | ----- | ------------ |
| Oddr Snorrason      | 11               | 60              | 19    | 60    | 139          |
| Ágrip               | 11               | 30              | 22    | 30    | 82           |
| História da Noruega | 11               | 30              | 11    | 30    | 71           |
| Teodorico, o Monge  | 11               | -               | -     | -     | 70           |
| Rekstefja           | 11               | 15              | 5     | 60    | 80           |

Ainda que as sagas concordem que Olavo Tryggvason possuía somente onze embarcações na batalha, algumas delas citam um verso por Haldor, o Não-Cristão dizendo que Olavo tinha 71 navios quando partiu do sul. As sagas explicam a discrepância ao afirmarem que alguns dos 71 navios pertenciam à conde Sigualdo, que desertou Olavo, e que outros ultrapassaram a armadilha em Svolder antes de ser posta em ação.
As sagas descrevem três dos navios na frota de Olavo Tryggvason. De acordo com Círculo do Mundo, o Grou foi um grande e rápido navio de guerra com trinta bancos de remadores, alto em proa e popa. Foi comissionado por Rei Olavo e usado como seu navio-bandeira por algum tempo.
Olavo confiscou o segundo de seus grandes navios de um pagão a quem torturou até a morte por se recusar a converter-se ao Cristianismo. Rei Olavo "o navegava ele mesmo, pois era um navio muito mais largo e belo que o Grou. Sua proa possuía uma cabeça de dragão, e em sua popa, uma torção na forma de um rabo; e ambos os lados do pescoço e toda a popa eram dourados. Aquele navio o rei chamava de Serpente, porque quando a vela era hasteada, deveria parecer a asa de um dragão. Aquele era o navio mais belo de toda a Noruega".

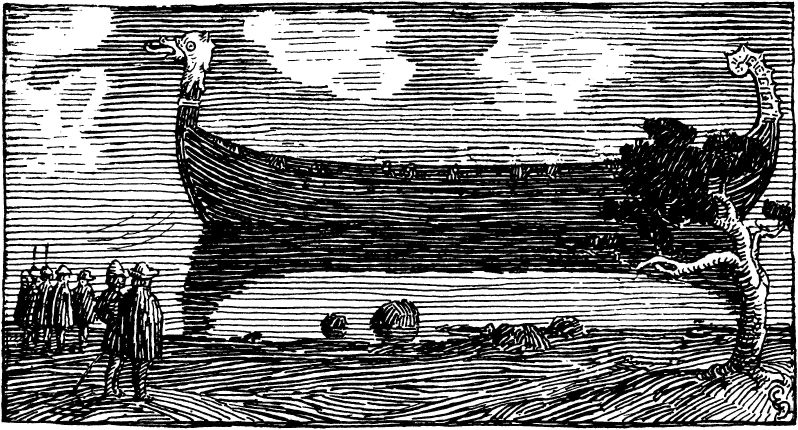
A Longa Serpente era "o melhor navio já construído na Noruega, e o mais custoso"

O terceiro navio-bandeira de Olavo, a Longa Serpente, era uma embarcação legendária mencionada em diversas anedotas nas sagas:
Foi construído como um navio dragão, no modelo da Serpente o qual o rei havia levado junto de Halogalândia; porém era muito maior e mais cuidadosamente trabalhado em todos aspectos. Ele o chamou de Longa Serpente e o outro, de Curta Serpente. A Longa Serpente possuía trinta e quatro compartimentos. A cabeça e o rabo eram ambos dourados. E as amuradas eram tão altas quanto aquelas em um navio marítimo. Este era o melhor navio já construído na Noruega, e o mais custoso.
O único navio aliado descrito é o Aríete de Ferro de conde Érico. Segundo Fagrskinna, era "o maior de todos os navios". Círculo do Mundo apresenta maiores detalhes:
Conde Érico era dono de um navio muito grande o qual estava acostumado a levar em suas expedições viquingues. Tinha um bico [ou aríete] na parte superior da proa, parte frontal à popa, e abaixo disso, pesados pratos de ferro tão largos quanto o próprio bico, os quais desciam até a linha d'água.

## Os líderes avaliam seus oponentes
É improvável que os escritores das sagas possuíssem informações precisas sobre detalhes da batalha além dos relatos esparsos nos poemas que sobreviveram. Todavia, começando com Oddr Snorrason, apresentam um relato literário elaborado, apresentando os principais participantes através de suas palavras e feitos.
Os navios de Olavo Tryggvason passam a ancoragem de seus inimigos aliados em uma longa coluna desordenada, uma vez que nenhum ataque é esperado. Convenientemente posicionados para observar a frota, Érico e os dois reis viam as embarcações de passagem. Sueno e Olavo estão ávidos para iniciar a batalha, mas Érico é retratado como mais cauteloso e familiar às forças norueguesas.

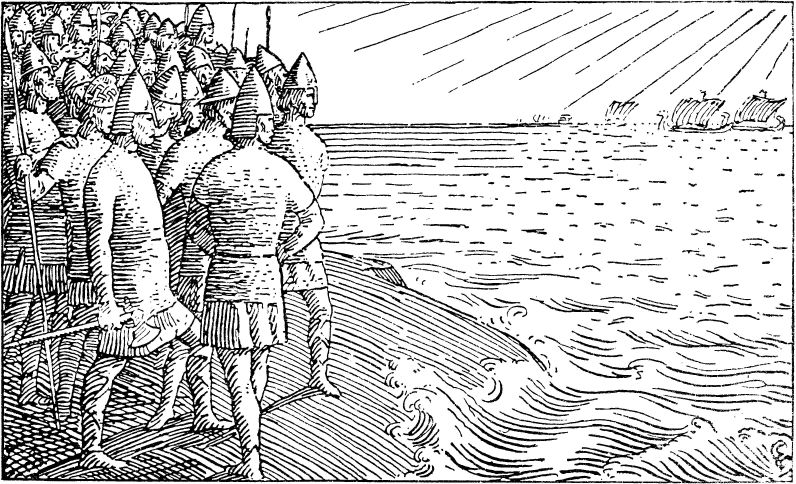
Posicionando-se na ilha de Svolder, os líderes aliados avaliam a frota de Olavo que passava

À medida que embarcações maiores apareciam progressivamente, os dinamarqueses e suecos pensavam que cada um era a Longa Serpente e queriam atacar imediatamente, mas Érico os segura com comentários informados:[{{{2}}}]
Não é Rei Olavo naquele navio. Eu conheço este navio porque o via frequentemente. Pertence a Erlingr Skjálgsson de Jaðarr e é melhor atacá-lo pela popa. Ele é tripulado por tantos indivíduos que, se encontrarmos com Rei Olavo Tryggvason, nós rapidamente perceberemos que seria melhor para nós achar uma lacuna em sua frota do que batalhar com este dracar.
Quando Érico finalmente consente o ataque, Rei Sueno ostenta que ele comandará a Longa Serpente "antes do sol se pôr". Érico faz uma observação "para que poucos homens o ouvissem" dizendo que "somente com o exército dinamarquês à sua disposição, Rei Sueno nunca comandaria este navio". À medida que os aliados se preparam para atacar Olavo Tryggvason, o ponto de vista muda para a frota norueguesa.
Após avistar o inimigo, Olavo pode ter usado vela e remo para ultrapassar a emboscada e escapar, mas ele se recusa a fugir e volta para conceder a batalha com onze navios imediatamente próximos a ele. Vendo a frota dinamarquesa ordenada contra ele, comenta: "As cabras da floresta não nos superarão, pois os dinamarqueses possuem a coragem de cabras. Nós não temeremos essa força, pois os dinamarqueses nunca alcançaram a vitória lutando em navios". Similarmente, Olavo subestima os suecos com uma referência aos seus costumes pagãos:
Os suecos terão um tempo mais fácil e mais agradável lambendo suas taças sacrificiais do que embarcando a Longa Serpente face às nossas armas e obtendo êxito em destruir nossos navios. Eu espero que nós não precisemos temer os comedores de cavalos.
Somente quando Olavo Tryggvason avista o contingente de Érico que percebe que está prestes a enfrentar uma batalha dura, porque "eles são noruegueses como nós". A ênfase das sagas quanto à contribuição de Érico aparece em contraste marcante aos relatos dinamarqueses de Adão de Brema e Saxão Gramático, que retratam a batalha como uma vitória dinamarquesa sobre os noruegueses, sem nenhuma menção a conde Érico ou seus homens.

## A batalha começa
A disposição adotada na batalha foi uma recorrente em muitos confrontos marítimos da Idade Média, nos quais a frota tinha que lutar na defensiva. Olavo posicionou seus navios lado a lado, com o seu próprio, a Longa Serpente, no meio da linha, onde sua proa projetava-se além dos outros. As vantagens deste arranjo eram que deixavam todas as mãos livres para lutar, que uma barreira poderia ser formada com remos e vergas, e que limitavam a habilidade dos números superiores do inimigo fazerem a diferença. A Longa Serpente era o navio mais longo e também o mais alto — outra vantagem aos defensores, que podiam fazer chover flechas, dardos e outros projéteis, enquanto o inimigo teria que atirar para cima. Olavo, na realidade, transformou seus onze navios em um forte flutuante.
As sagas dão todos os créditos aos noruegueses, elogiando Érico por qualquer inteligência e pela maior parte da coragem demonstrada pelos oponentes de Olavo Tryggvason. Os dinamarqueses e suecos se precipitam na frente da linha de Olavo e são anulados, sofrendo grandes baixas e perdas de navios. conde Érico ataca o flanco e força seu navio, o Aríete de Ferro, contra o último da linha de Olavo, o qual removeu com um ataque feroz e então procede ao próximo navio. Neste caminho, os navios de Olavo foram removidos um por um, até somente restar a Longa Serpente.

## Einar Agitador do Arco

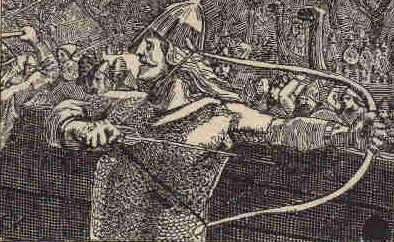
Einar Agitador do Arco experimenta o arco do rei e o acha muito fraco

Um dos episódios mais bem conhecidos da batalha envolve Einar Agitador do Arco, um arqueiro na frota do Rei Olavo que mais tarde se tornou um político perspicaz. Círculo do Mundo descreve sua tentativa de matar conde Érico e salvar o dia para Olavo:
Einar atirou uma flecha em conde Érico, a qual atingiu o leme um pouco acima da cabeça do conde tão forte que entrou na madeira até o cabo de flecha. O conde olhou para aquela direção, e perguntou se eles sabiam quem havia atirado; e no mesmo momento outra flecha voou entre suas mãos e seu lado, e para dentro do forro da banqueta do chefe, sendo que grande parte da ponta aparecia pelo outro lado. Então disse o conde a um homem chamado Fino, -- mas alguns dizem que era dos Finos (lapões), e era um arqueiro superior, -- "Atire naquele homem perto do mastro". Fin atirou; e a flecha atingiu o meio do arco de Einar bem no momento que Einar o estava levantando, e o arco se dividiu em duas partes.
"O que é isso", gritou o Rei Olavo, "que quebrou com tamanho barulho?"
"Noruega, rei, de tuas mãos", gritou Einar.
"Não! Isso não acontecerá", disse o rei; "tome o meu arco, e atire", arremessando o arco para ele.

Einar pegou o arco, e o esticou além da ponta da flecha. "Muito fraco, muito fraco", ele disse, "para o arco de um poderoso rei!" e, deixando o arco de lado, retirou sua espada e escudo, e lutou corajosamente.
A mesma história é encontrada em Feitos dos Danos, apesar de nesta Einar estar mirando em Sueno Barba-Bifurcada, ao invés de Érico.

## A morte de Rei Olavo

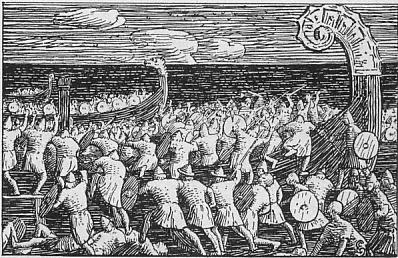
No estágio final da batalha, Érico e seus homens embarcam a Longa Serpente

Por fim, a Longa Serpente é dominada e Olavo Tryggvason derrotado. As fontes dinamarquesas relatam que quando tudo estava perdido, ele cometeu suicídio jogando-se ao mar, "o fim adequado para sua vida", segundo Adão de Brema. Saxão Gramático diz que Olavo preferiu o suicídio à morte nas mãos do inimigo e pulou ao mar vestindo armadura completa do que ver seus inimigos vitoriosos. Os relatos noruegueses e islandeses são mais complexos e mais favoráveis à Olavo. O poema memorial de Alfredo, o Poeta Perturbado para seu lorde já havia aludido a rumores de que Olavo escapou da morte em Svolder. As sagas oferecem uma variedade de possibilidades. Ágrip relata:
"Mas da queda do Rei Olavo nada era sabido. Foi visto que enquanto a luta diminuía ele permanecia, ainda vivo, no convés traseiro na Longa Serpente, a qual possuía trinta e dois lugares para remar. Mas quando Érico foi à popa do navio à procura do rei, uma luz brilhou ante ele como se fosse um raio, quando a luz desapareceu, o próprio rei havia sumido."
Outras sagas sugerem que de uma forma ou de outra Olavo conseguiu chegar à costa; talvez nadando, talvez com a ajuda de anjos, mais provavelmente resgatado por um dos navios sorábios presentes. Após sua fuga, Olavo supostamente procurou salvação para sua alma no exterior, talvez juntando-se a um monastério. Mesta descreve uma série de "aparições" dele na Terra Santa, a última na década de 1040.[carece de fontes?]

## Resultado

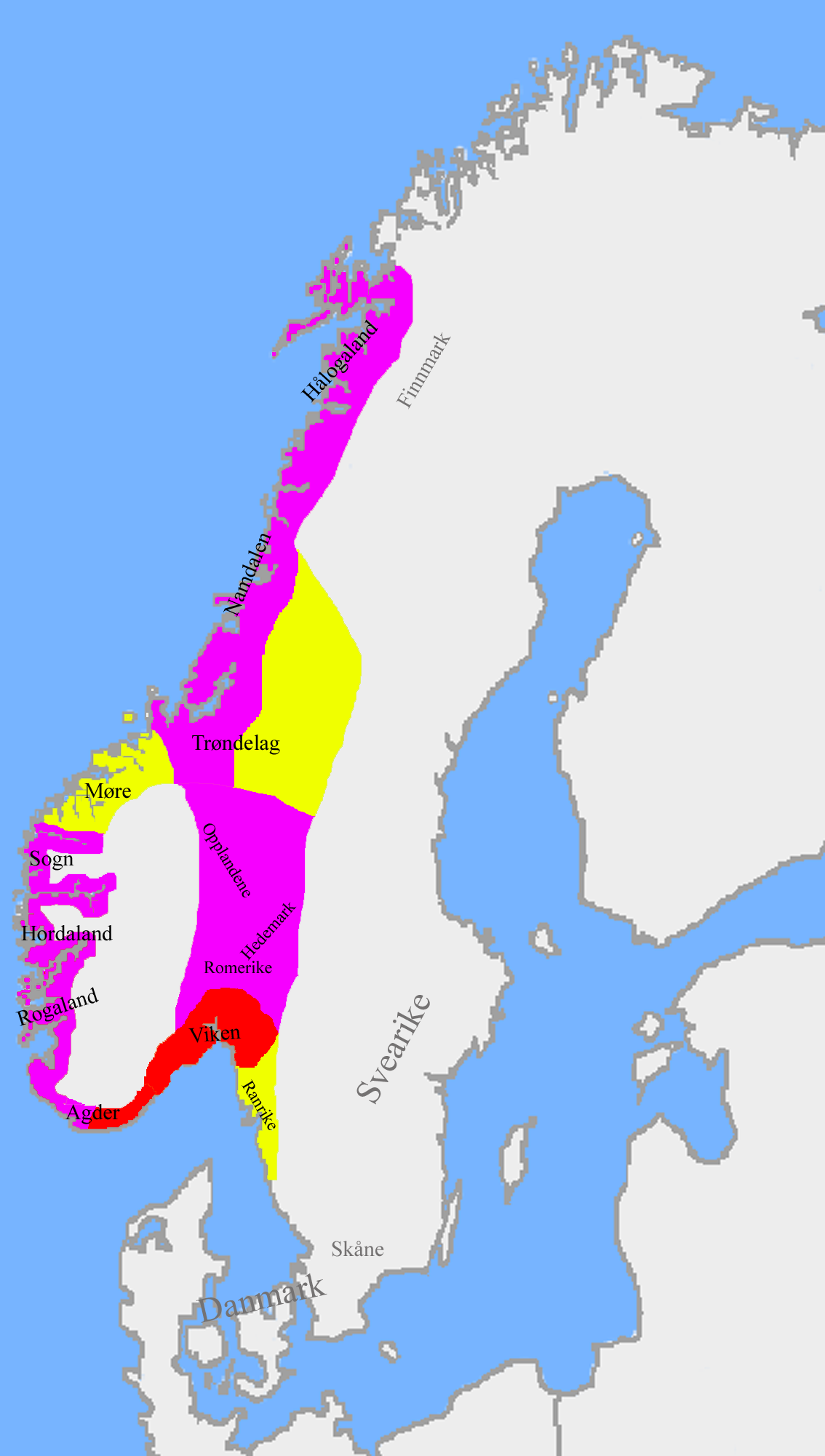
Divisão da Noruega após a Batalha de Svolder segundo à Círculo do Mundo. Érico dominou a área roxa como um feudo de Sueno Barba-Bifurcada. A área amarela foi tomada por seu meio-irmão, Sueno, como um feudo de Olavo, o Tesoureiro, enquanto a área vermelha estava sob controle direto de Sueno Barba-Bifurcada

Após a Batalha de Svolder, os líderes vitoriosos dividiram a Noruega em áreas de controle. Círculo do Mundo apresenta o relato mais detalhado da divisão, descrevendo-a como feita em três partes. Olavo, o Tesoureiro recebeu quatro distritos em Trontêmio, assim como Moria, Romsdal e Ranrícia. Entregou estes ao conde Sueno, seu genro, para manter como um vassalo. Sueno Barba-Bifurcada ganhou a possessão do distrito de Vica, onde a influência dinamarquesa era forte havia muito tempo. O resto da Noruega foi controlado por Érico como vassalo de Sueno. Fagrskinna, em contraste, afirma que a parte sueca consistia de Oplândia e uma parte de Trontêmio. Outras fontes são menos específicas.
Os condes Érico e Sueno provaram ser líderes fortes e competentes, e seus reinados foram prósperos. A maior parte das fontes dizem que eles adotaram o Cristianismo, mas permitiram a liberdade religiosa do povo, levando a um retrocesso contra o Cristianismo que desfez muito do trabalho missionário de Olavo Tryggvason.[e]

## Legado
Diversos fatores combinados fizeram da Batalha de Svolder uma das mais famosas da Era Viquingue. Na historiografia norueguesa-islandesa, ao Rei Olavo Tryggvason é atribuída muita importância, como o homem que trouxe o Cristianismo ao Norte. Seu fim expressivo em uma batalha contra vantagens desproporcionais portanto gera uma narrativa digna. Os poetas da corte de Érico também asseguraram ao seu lorde uma boa parte da glória. Mesta diz:
A batalha é reconhecida como tendo sido, por várias razões, a mais famosa que já foi travada em terras nórdicas. Uma vez que, primeiro havia a nobre defesa feita por Rei Olavo e seus homens a bordo da Longa Serpente. Nenhum caso é conhecido onde homens se defenderam por tanto tempo e tão corajosamente contra números de inimigos tão desproporcionais quanto os que eles tiveram que encontrar. Depois, houve o ataque feroz realizado pelo conde Érico e seus homens, o qual tem sido atribuído grande renome. … A batalha foi muito famosa também, devido ao grande massacre, e o sucesso do conde em remover a tripulação de um navio que até aquela época era o maior já construído e o mais custoso na Noruega; do qual marinheiros diziam que nunca, enquanto flutuando no mar, seria vencido com armas em face de tais heróis que o guarneciam.

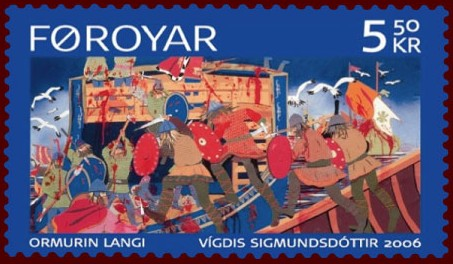
Selo feroês mostrando uma cena da Batalha de Svolder, inspirada pelo poema de Jens Christian Djurhuus, Ormurin langi

Na Islândia, onde as sagas dos reis continuaram a ser copiadas e estudadas, a batalha exercitou a imaginação de diversos poetas. Um ciclo rímur do século XV, Svöldrar rímur, narra a batalha em versos, seguindo em muito o relato de Oddr Snorrason. Dois outros ciclos rímur sobre o mesmo tópico foram compostos no século XVIII, um dos quais está preservado. No século XIX, o popular poeta Sigurður Breiðfjörð compôs outro ciclo rímur sobre a batalha, baseado no relato em Mesta.[carece de fontes?]
Com a ascensão do nacionalismo e romanticismo no século XIX, e o número crescente de traduções das sagas, o interesse na batalha de Svolder aumentou fora da Islândia. Em cerca de 1830, o poeta feroês Jens Christian Djurhuus compôs uma balada sobre a batalha intitulada Ormurin langi, seguindo o relato de Snorro.[carece de fontes?] A balada foi bem recebida e permanece entre as mais populares e bem conhecidas baladas feroesas. Em 2002, uma versão rock abreviada da banda Týr ganhou alguns fãs no exterior.
Na Noruega, a provocante peça patriótica de Johan Nordahl Brun, Einar Tambarskjelve, escrita em 1772, é considerada um marco na literatura norueguesa. Mais tarde, Bjørnstjerne Bjørnson escreveu um conhecido poema curto, Olav Trygvason, sobre a queda do rei.[carece de fontes?] Bjørnson também colaborou com Edward Grieg em uma ópera sobre Olavo Tryggvason, mas os dois brigaram antes de o trabalho ser completado. Ragnar Søderlind completou a ópera, que estreou em setembro de 2000, 1000 anos após a Batalha de Svolder. Søderlind introduziu motivos de destino de Wagner, Beethoven e Liszt na cena da batalha.
A batalha também inspirou arte fora da Escandinávia, incluindo um volume de mangá pela artista japonesa Ryō Azumi. O mais conhecido trabalho em língua inglesa é provavelmente o ciclo de Henry Wadsworth Longfellow A Saga do Rei Olavo (de sua coleção de poemas de 1863, Tales of a Wayside Inn), muito do qual é dedicado à Batalha de Svolder, e o qual inclui o verso:
| Texto original: Louder the war-horns growl and snarl, Sharper the dragons bite and sting! Eric the son of Hakon Jarl A death-drink salt as the sea Pledges to thee, Olaf the King! | Tradução livre em português brasileiro Mais altas as trompas de guerra rosnam e resmungam, Violentamente os dragões mordem e ferroam! Érico, o filho do conde Haquino Uma bebida de morte salgada como o mar Juras a ti, Olavo o Rei! |